# Ensalada Cobb

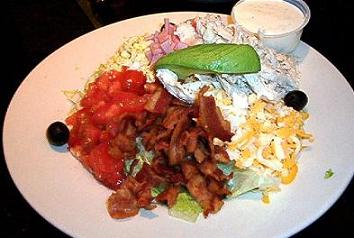
Ensalada Cobb.

La ensalada Cobb es una ensalada inventada por Robert H. Cobb, primo de Ty Cobb. Fue un plato emblemático del Brown Derby de Hollywood, sirviéndose variantes en restaurantes de todo el mundo. Sus principales ingredientes son lechuga iceberg, tomate, panceta, pechuga de pollo, huevo duro, aguacate y queso roquefort.

## Historia
En 1937, el propietario del Brown Derby Robert H. Cobb fue a la cocina del restaurante para preparar un aperitivo ligero nocturno para Sid Grauman, agente del Grauman's Chinese Theatre. Tomó ingredientes del refrigerador, y los picó finamente. Así nació la ensalada Cobb. Desde entonces, Grauman pidió a menudo que le preparasen una, y la receta se difundió rápidamente por todo Hollywood. Triunfó cuando las estrellas cinematográficas de la época empezaron a pedir ensaladas Cobb, lo que provocó que se incorporase al menú del Hotel Drake.
La viuda de Robert Cobb contó una historia diferente. Cobb llegó a trabajar tras una cita complicada con su dentista, y pidió a su cocinero jefe que le preparase algo que pudiera comer. El cocinero hizo una ensalada con los ingredientes que sabía que le gustaban a Cobb y los picó finamente. A Cobb le gustó el plato y lo añadió al menú.

## Presentación y recetas
La ensalada Cobb se presenta de diversas formas. Una frecuente emplea un cuenco o plato redondo, y pone los ingredientes en cuadrantes, según su color y contraste.

### Receta original
La receta original contenía:
1. Lechuga (iceberg, berros, achicoria y romana)
2. Tomate
3. Panceta crujiente
4. Pechuga de pollo
5. Huevo duro
6. Aguacate
7. Queso roquefort
8. Cebolleta
9. Una vinagreta especial.

### Aliño
Aunque hay muchos aliños diferentes empleados para una ensalada Cobb, la elaborada expresamente para la original en el Brown Derby contenía vinagre de vino rojo, azúcar, zumo de limón, sal, pimienta negra, salsa Worcestershire, mostaza inglesa seca, ajo, aceite de oliva y aceite de ensalada.
El aliño empleado para una ensalada Cobb, elaborada en la receta original contiene los siguientes ingredientes: - 1/3 de taza vinagre de vino tinto,- 1-2 cucharaditas de azúcar,   - sal al gusto, - pimienta negra recién molida al gusto, - 1 cucharadita de mostaza de dijon,  - 2/3 de taza aceite de oliva y - 1/2 taza de queso Roquefort rallado finamente. Elaboración del aliño: En un tazón pequeño mezcle el vinagre, la mostaza, la sal y la pimienta, agregar el aceite en hilo, batiendo hasta que quede emulsionado. Agregue el roquefort. Añadir el azúcar al gusto, 1/2 cucharadita a la vez. Batir el aliño. Servir por separado o junto con la ensalada.